# Коморников Дмитро Васильович
Дмитро Коморников (28 липня 1981) — російський плавець.
Учасник Олімпійських Ігор 2000, 2004, 2008 років.
Чемпіон Європи з водних видів спорту 2000 року, призер 2004 року.